# Cimetière Saint-Martin de Brest

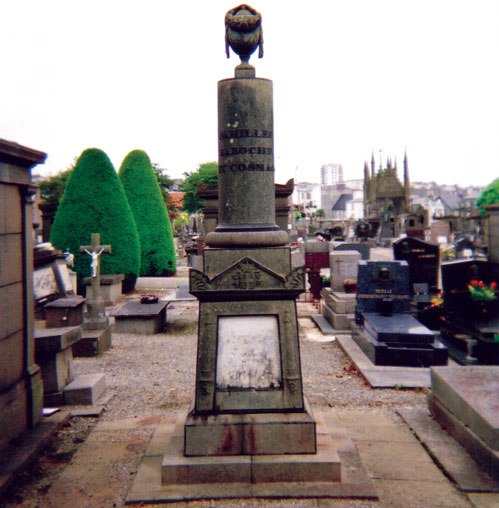
Vue du cimetière avec la tombe Cosmao-Bazoche.

Le cimetière Saint-Martin est le cimetière le plus ancien de la ville de Brest dans le Finistère. Inauguré en 1794, il s'étend sur 6 hectares. Son entrée principale se trouve rue Yves-Collet.

## Description
Le cimetière Saint-Martin abrite de nombreuses tombes de familles notables et d'officiers de la Marine. Il a connu plusieurs agrandissements successifs et a été fortement endommagé par les bombardements de la Seconde Guerre mondiale. Il est divisé par des allées à angle droit en trente-quatre carrés. L'ancienne chapelle de plan circulaire est désormais le columbarium du cimetière. La chapelle funéraire néogothique de la famille de Kindelan, construite vers 1840 par Lapierre et fils, est l'une des plus remarquables du cimetière.
Un mausolée en forme d'obélisque érigé en 1865 rappelle la mémoire de vingt-six guillotinés par le tribunal révolutionnaire en 1794, montagnards qui s'étaient pourtant opposés à la Terreur. De nombreuses sépultures sont l'œuvre de la maison Poilleu.

## Personnalités

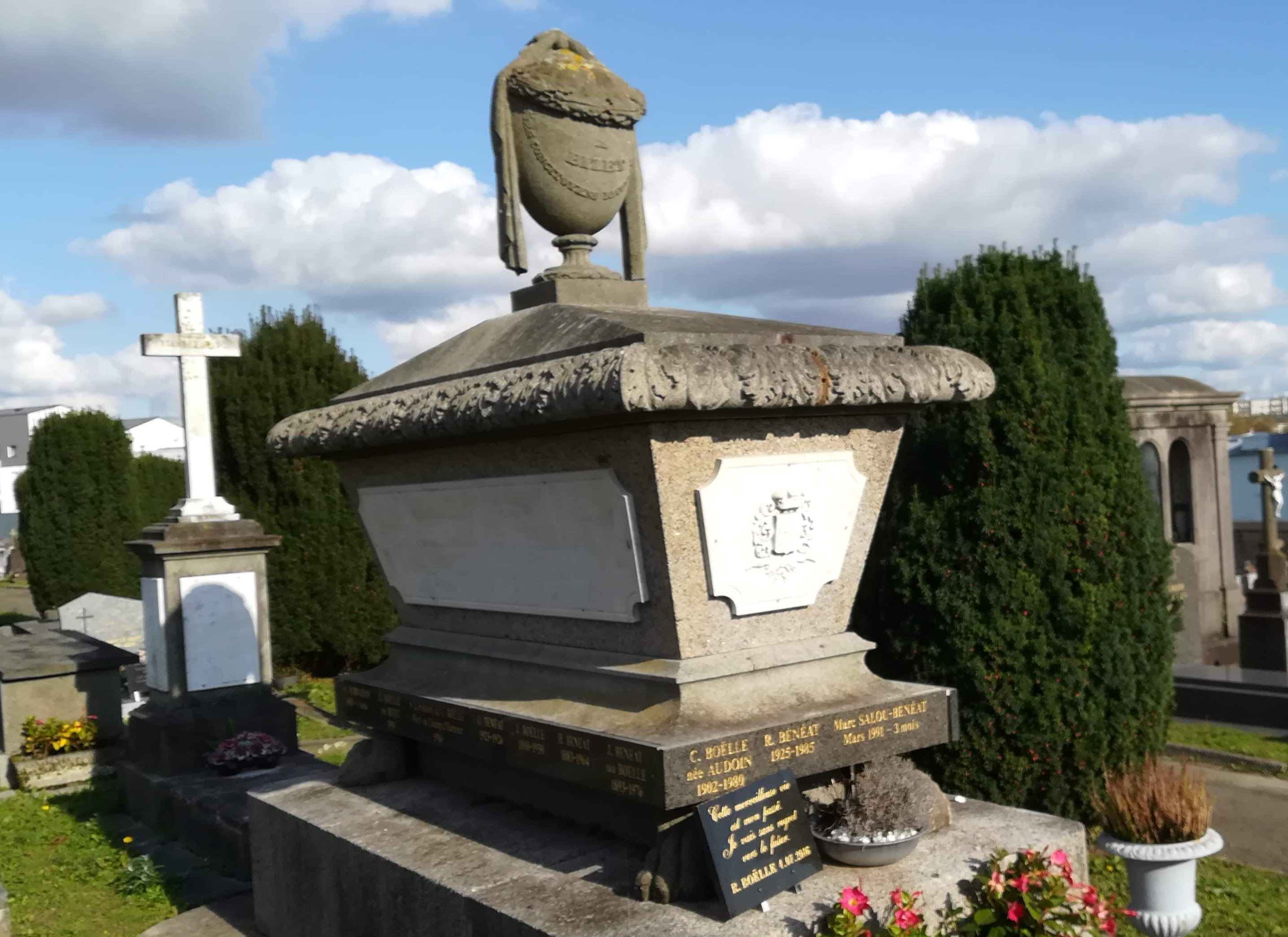
Tombe d'Hippolyte Bizet.

- Max Bahon (1871-1959) : ingénieur du génie maritime, directeur général et vice-président de la Compagnie du Canal de Suez. Belle chapelle funéraire
- Eugène Bérest (1922-1994), maire de Brest, député UDF
- Plusieurs tombes Bienvenüe, frère de Fulgence Bienvenüe, et ses descendants
- Hyacinthe Bizet (1804-1867), maire de Brest et l’un des ancêtres de Nicolas Hulot
- Jean-Charles Chevillotte (1838-1914), armateur, député, catholique fervent défenseur des écoles libres
- Baron Julien Marie Cosmao-Kerjulien (1761-1825), contre-amiral et pair de France
- Jean Cras (1879-1932), officier de marine et compositeur
- Joseph Romain-Desfossés (1798-1864), amiral et député bonapartiste
- Christophe Paulin de La Poix de Fréminville dit le Chevalier de Fréminville (1787-1848), officier de marine, savant, archéologue, et écrivain
- Louis Isaac Pierre Hilaire Doret (1789-1866), gouverneur de La Réunion, sénateur
- Auguste Marie Gicquel des Touches (1784-1855), officier de marine à la bataille de Trafalgar
- Jean-Baptiste Grivel (1778-1869), vice-amiral, pair de France et sénateur
- Chapelle remarquable de la famille de Kerros
- Victor de Kersauzon (1809-1871), officier de marine et député monarchiste
- Yves Le Gallo (1920-2002), historien et universitaire
- Victor Pierre Le Gorgeu (1881-1963), médecin, maire de Brest, député
- Joseph Le Sauce (1818-1884), prêtre surnommé l'« apôtre de Brest »
- Georges Lombard (1925-2010), maire de Brest, député
- Hippolyte Masson (1875-1966), homme politique socialiste, maire de Brest
- Béatrice Charlotte de Rodellec du Portzic (1850-1941), victime du vol rocambolesque d'une bague avec un diamant de 50 000 francs, ce qui inspira un épisode d'Arsène Lupin par  Maurice Leblanc[2]
- Marie-Antoinette Tardieu de Maleyssie (1905-1944), directrice pendant la guerre de 1939-1945 de « la Famille du Prisonnier », organisme de bienfaisance pour les prisonniers français en Allemagne. Elle fut l'une  des victimes de l’abri Sadi-Carnot le 9 septembre 1944 à Brest qui explosa faisant plus de huit cents morts français et allemands.
- Simand Gervisier